# Càpsula del temps
Una càpsula del temps és un recipient en el que una o diverses persones han emmagatzemat missatges i objectes representatius de cert període o sobre un tema específic, que tinguin un significat particular per una comunitat, grup de persones, persona concreta o per tota la humanitat i que s'amaga amb l'esperança que sigui recuperada per aquesta o aquestes en un futur més o menys llunyà. És a dir, són recipients amb missatges pel futur.

## Història
Si bé és cert que l'expressió "càpsula del temps" no es va emprar fins al 1937, durant els preparatius de l'Exposició Universal de Nova York de 1939, en la que es va enterrar una càpsula del temps amb la previsió d'obrir-la al cap de 5.000 anys, aquesta pràctica és tan antiga com la nostra pròpia civilització, doncs a l'antiga Mesopotàmia, fa més de 5.000 anys, també es guardaven objectes en cofres i s'amagaven a l'interior dels murs de les ciutats per després ser trobats en un futur i enriquir a les cultures futures amb les troballes del passat.
També pot passar que la casualitat o una catàstrofe natural com l'erupció d'un volcà faci que es generin càpsules del temps de forma accidental. Quelcom semblant va succeir amb les ruïnes de l'antiga ciutat de Pompeia.
En general podem classificar les càpsules del temps segons dos criteris:
1. Segons si són intencionades o no.
2. Si estan dissenyades per ser obertes en una data teterminada o no.

El que origina 4 tipus diferents.

## Com és
Hi ha diversos factors que en determinaran la seva forma, mida o material, com per exemple: el temps que hagi d'estar amagada, l'emplaçament on restarà amagada durant aquest període i la quantitat i tipologia d'objectes que haurà de contenir en el seu interior. Així doncs pot ser des d'una caixa de sabates, una carmanyola, una caixa d'acer inoxidable, un recipient de vidre... Tot i que el més aconsellables són els recipients resistents a la humitat que disposin de tancament hermètic.

## Quin període han d'estar amagades
El termini previst per la seva obertura pot ser tan curt com una o dues dècades o tan llarg com 50.000 anys, per posar alguna xifra a l'atzar. Dependrà de la finalitat per la qual ha estat construïda.

## On s'amaguen
Algunes s'enterren, altres es col·loquen en monuments, algunes es deixen oblidades en unes golfes i fins i tot n'hi ha que es llencen a l'espai. Aquí l'únic límit és la imaginació de la persona que la crea.

## Què pot motivar a algú a crear una càpsula del temps
Els motius que poden portar a una o diverses persones a crear una càpsula del temps poden ser molt diversos. Alguns exemples podrien ser:
- Un grup d'amics guarden objectes del seu dia de l'adolescència en una càpsula del temps per ser recuperats per ells mateixos 20 o 30 anys després.
- Una parella guarda objectes representatius de la seva vida de solters esperant que siguin trobats pel seu fill o filla que encara no ha nascut.
- També poden haver-hi finalitats científiques com proporcionar a una humanitat futura informació útil sobre tecnologia, creences, costums, etc. De la nostra societat actual.
- Aquesta informació també pot ser enviada a l'espai amb la intenció que sigui trobada per alguna civilització extraterrestre en el cas que n'hi hagi, per tal de proporcionar-li informació representativa sobre la humanitat.

## Què conté
Dependrà molt de l'objectiu per la qual ha estat creada, però en general conté objectes representatius d'un període concret o del dia a dia d'una persona o persones, com per exemple: 
- diaris o revistes de l'època.
- fotografies.
- monedes, bitllets...
- joguines
- mostres de tecnologia de l'època com telèfons, ràdios, ...
- peces de roba amb la tendència de moda actual.
- missatges personalitzats pel receptor.
- descripcions escrites de com és la vida quotidiana en aquesta època.

El que no haurien de contenir mai són productes orgànics d'origen animal ni vegetal com menjar, plantes...

## Càpsules del temps famoses

### Cripta de la Civilització[1]
El 1938, a la Universitat d' Oglethorpe -els Estats Units- el seu director va tenir la idea de tancar en una cambra darrere d'una porta d'acer una col·lecció d'objectes representatius de l'època. El seu projecte es diu "Cripta de la Civilització". Es tracta d'una habitació ubicada al soterrani de la universitat que pretén romandre clausurada fins a l'any 8113. Els Articles sensibles de la cripta van ser segellats en receptacles d'acer inoxidable amb guarnicions de vidre. Abans que fossin segellats, tot l'aire va ser extret dels envasos i substituït per nitrogen per prevenir l'oxidació del contingut.

### El satèl·lit KEO[2]
KEO és una càpsula del temps que serà llançada a l'espai amb la missió de tornar a la Terra d'aquí a 50.000 anys. El projecte, impulsat per la UNESCO, l'Agència Espacial Europea i Hutchinson Whampoa, pretén llançar el satèl·lit KEO a una distància de 1.800 quilòmetres perquè orbiti al voltant de la terra durant un llarg període, a manera de càpsula del temps equipada amb missatges per als habitants del futur.

### Càpsules del temps Westinghouse[3]
Les càpsules del temps de Westinghouse són dues càpsules del temps preparades per Westinghouse Electric & Manufacturing Company. La primera va ser creada per promoure La Fira Mundial de Nova York del 1939 i la Segona per La Fira Mundial de Nova York del 1964. La primera mesurava 2,28 metres, pesava 363 kg i tenia un diàmetre interior de 16 centímetres. Feta de Cupalloy, un aliatge de coure (99,4%), crom (0,4%) i plata (0,1%). Dividida en 7 segments units i segellats amb asfalt, tenia una càpsula interior de vidre que a la vegada contenia tot el que es volia preservar pel futur. Tot això envoltat per gas nitrogen per evitar l'oxidació. El 1965 es va enterrar una segona càpsula deu metres al nord de la inicial. Les dues càpsules estan enterrades 16 metres per sota del Parc de Flushing Meadows, que va acollir l'exposició. La primera càpsula contenia objectes d'ús quotidià com un cabdell de fil, una nina, llibres, un pot de llavors, un microscopi, diverses bobines de pel·lícula que condensaven els continguts de diccionaris, noticiari i almanacs de televisió de l'època. La càpsula també Tenia Missatges de Thomas Mann i d'Albert Einstein.

### Càpsula del temps de l'Expo 1970[4]
El 1968 dues companyies japoneses, Panasonic Corporation i el diari Mainichi, van acordar emprendre el projecte comú de la càpsula del temps a la Celebració de l'Exposició Mundial de 1970 al Japó. Dos Càpsules del temps idèntiques en cada detall van ser enterrades adjacents al castell d'Osaka. La càpsula més baixa seguirà soterrada durant 5.000 anys. La càpsula superior (càpsula de control) va ser oberta el 2.000 per examinar l'estat del contingut. Després de les comprovacions va ser re enterrada i serà oberta Cada 100 anys per poder utilitzar les últimes tècniques de preservació per assegurar la seva conservació. Els 2.090 articles en la càpsula van ser escollits per un equip de científics, d'enginyers, i d'historiadors que van reflectir la vida quotidiana del 1970. alguns dels Articles que s'inclouen: un condó de seda, dents falses, un ull de vidre, insectes encaixonats en resina, un llibre d'instruccions d'origami, manilles i diners falsificats.

### Columnes Centenàries del temps d'Heli[5]
El 1968 quatre càpsules del temps van ser segellades a Amarillo, Texas, les Quals commemoraven el 100è aniversari del descobriment de l'heli. Les Columnes del temps van ser omplertes amb llibres, documents i diversos artefactes que explicaran a les futures generacions com era la vida el 1968. Els casquets es van soldar i el contingut es va segellar amb una atmosfera d'heli. La Columna serà oberta en períodes de 25, 50, 100, i 1000 anys. La càpsula de 50 anys simbolitza la Indústria i l'ús de recursos naturals. La càpsula de 100 anys representa la ciència i el desenvolupament de recursos naturals. La càpsula de 1.000 anys representa la història i els esforços humans cap a la conservació.

### Seward, càpsula del temps de Nebraska
Aquesta càpsula del temps enterrada a Seward, Nebraska pretén ser la més gran del món i és el treball de Harold Keith Davisson. La cambra cuirassada de 45 Tones soterrada fou segellada el 1975 a la part davantera d'una de les seves propietats en la qual estava situat el seu magatzem. Segons la seva filla la càpsula del temps conté un assortiment de 5.000 articles elèctrics. La càpsula serà oberta el 4 juliol 2025.

### Càpsula del temps de l'Òpera de París
Al Nadal de 1907, un grup d'homes va recol·lectar 24 discos de carbó curosament embolicats i dipositats en dos contenidors de ferro i plom. cadascun va ser segellat i tapiat en una cambra amb una nota que deia "Aquest mostrarà als homes d'aquí a 100 anys, a partir d'ara endavant, sobre l'estat de les nostres màquines que parlen i les veus dels cantants principals de les nostres èpoques". El 1912 dues urnes Més van ser agregades a l'arxiu, a més d'un gramòfon operat manualment i les instruccions de Com utilitzar-lo. El 1989, durant la instal·lació de l'aire condicionat va ser descobert l'arxiu d'una de les urnes de 1912 que havia estat trencada. Aquesta estava buida i faltava el gramòfon. La resta del fitxer va ser transferit immediatament a la Biblioteca Nacional de França a París.

### Càpsula de Temps de General Dynamics
El juliol del 1963, a les instal·lacions de General Dynamics a Califòrnia es va guardar una càpsula del temps destinada a ser oberta 100 anys més tard, l'any 2063. El llibre conté prediccions dels científics, dels polítics, dels astronautes i dels comandants militars sobre l'estat de l'exploració espacial l'any 2063. Es creu que només 200 còpies van ser impreses. Desafortunadament als finals dels 90 l'edifici va ser demolit i la càpsula del temps va quedar destruïda. Afortunadament encara queden algunes còpies del llibre de 2063.

### Càpsula del temps de Yahoo
La Càpsula del temps Yahoo! Va ser una idea l'artista de prominència a Internet, Jonathan Harris. La Càpsula del temps Yahoo! És una càpsula del temps, patrocinada pel projecte Yahoo! On els usuaris podien contribuir al ha deixar constància de com era la vida el 2006. Les contribucions dels usuaris van estar obertes des del 10 d'octubre fins al 8 de novembre del 2006, quan va ser tancada. Les esperances o les idees dels creadors era la de capturar els sentiments i pensaments del món tal com eren el 2006. Al 6 de novembre del 2006, el nombre total de contribucions era de 133.872, tant d'homes de com de dones de qualsevol indret del món. La càpsula va ser tancada el 8 de novembre de 2006; Després d'això la col·lecció digital d'aquesta càpsula fou lliurada al Smithsonian Folkways Recordings, una branca d'aquest famós museu localitzada a Washington DC, i romandrà segellada fins al dia que Yahoo! compleixi el seu 25 aniversari, el 2020.

### Càpsula de Temps deTulsa, Oklahoma
El 1957 els habitants d'Oklahoma, en una celebració més de la fundació del seu estat, van promoure un extraordinari concurs, basat en un fet inusual. Aquest any, seria enterrat en una volta un "Plymouth Belvedere" Gran Sport últim model. Aquest cotxe seria una "Càpsula del temps" que contindria records de l'època i que seria desenterrat al cap cinquanta anys. La base del concurs era senzilla. S'havia d'endevinar la població que tindria Tulsa el 2007. Qui guanyés el concurs (o els descendents del guanyador) tindria com a premi el Plymouth Belvedere desenterrat i els interessos meritats de cent dòlars dipositats en un compte bancari obert en 1957; Totes les dades van ser transferides a un microfilm, que es va guardar en un bidó de metall, hermèticament tancat que contenia, a més, tots els objectes que viatjarien a la càpsula.
Molta gent va pensar en aquell temps que l'interès de la gent desapareixeria i que la "càpsula" cauria en l'oblit. Més encara, es va creure que, d'aquí a cinquanta anys, la civilització desapareixeria i no hi hauria qui obrís la càpsula ...
No obstant això ... de sobte, és 2007, dins d'una gran expectació, la població de la ciutat de Tulsa va procedir a desenterrar el Plymouth Belvedere. Lamentablement, la volta s'havia omplert d'aigua al llarg dels anys i l'automòbil no era més que un gran bloc d'òxid ..
No obstant això, els objectes continguts a la càpsula de metall estaven intactes, i la gent va veure amb sorpresa com sortien del seu interior objectes singularment familiars: Plats estampats, banderoles dels equips esportius encara existents, anuaris escolars, fotos de les reines de bellesa de l'època, rotllos de pel·lícules, discos ..